# Turinsk
Turinsk è una città della Russia siberiana estremo occidentale (Oblast' di Sverdlovsk), situata sulla sponda sinistra del fiume Tura nei pressi della confluenza in esso dell'affluente Jarlynka, 253 km a nordest del capoluogo Ekaterinburg; è il capoluogo amministrativo del distretto omonimo.

## Società

### Evoluzione demografica
Fonte: mojgorod.ru
- 1897: 2.900
- 1926: 4.500
- 1959: 18.800
- 1979: 22.900
- 1989: 23.200
- 2007: 18.500